# Alan Wake II
Alan Wake II is een survival horrorcomputerspel ontwikkeld door Remedy Entertainment en uitgegeven door Epic Games Publishing. Het computerspel verscheen op 27 oktober 2023 voor de PlayStation 5, Xbox Series en Windows, en is het vervolg op Alan Wake. Alan Wake II is 

## Ontvangst
| \| Recensiescore \| Recensiescore \| \| Recensieverzamelaar \| Score \| \| ------------------- \| --------------- \| \| Metacritic \| 89% (PC) \| \| Publicist \| Score \| \| Gamer.nl \| (pc) 8,5/10[1] \| \| Power Unlimited \| (PS5) 88/100[2] \| |              |
| Recensiescore |              |
| Recensieverzamelaar | Score        |
| Metacritic | 89% (PC)     |
| Publicist | Score        |
| Gamer.nl | (pc) 8,5/10  |
| Power Unlimited | (PS5) 88/100 |